# Barbacoll pigallat
El barbacoll pigallat (Nystactes tamatia) és una espècie d'ocell de la família dels bucònids (Bucconidae) que habita zones boscoses a prop de l'aigua des de l'est de Colòmbia i de Veneçuela i Guaiana cap al sud fins a l'est de l'Equador i del Perú, Brasil amazònic i nord-est de Bolívia.